# Acacia andongensis
Acacia andongensis là một loài thực vật có hoa trong họ Đậu. Loài này được Hiern miêu tả khoa học đầu tiên.